# 市立池田病院
市立池田病院（しりついけだびょういん）は、大阪府池田市にある医療機関である。市立池田病院事業の設置等に関する条例により設置された市立の病院である。臨床研修認定病院や大阪府指定がん診療拠点病院、地域医療支援病院などの指定を受けている。

## 沿革
- 1951年（昭和26年） - 10月30日、城南町93番地（現在の城南三丁目5番1号）に竣工。11月5日、開院[3]。
- 1957年（昭和32年）7月 - 総合病院に承認。
- 1997年（平成9年）10月 - 現在地に新築移転。
- 2009年（平成21年）3月 - 大阪府がん診療拠点病院に指定。

## 診療科
- 内科
- 消化器内科
- 循環器内科
- 血液内科
- 神経内科
- 外科
- 脳神経外科
- 整形外科
- 小児科
- 皮膚科
- 産婦人科
- 眼科
- 耳鼻咽喉科
- 泌尿器科
- リハビリテーション科
- 放射線科
- 麻酔科
- 歯科
- 歯科口腔外科

## 医療機関の指定・認定
（下表の出典）
| 保険医療機関 | 労災保険指定病院 |
| 母体保護法指定医の配置されている医療機関 | 生活保護法指定病院（中国残留邦人等の円滑な帰国の促進並びに永住帰国した中国残留邦人等及び特定配偶者の自立の支援に関する法律（平成六年法律第三十号）に基づく指定医療機関を含む。） |
| 臨床研修病院（医科、歯科） | 指定自立支援病院（更生医療） |
| 結核指定病院 | 指定養育病院 |
| 指定自立支援病院（育成医療） | 原子爆弾被害者医療指定病院 |
| 特定疾患治療研究事業委託医療機関 | 原子爆弾被害者一般疾病医療取扱病院 |
| DPC対象病院 | 指定小児慢性特定疾病医療機関 |
| 指定自立支援医療機関（精神通院医療） | 身体障害者福祉法指定医の配置されている医療機関 |
| 診療科名中に産婦人科、産科又は婦人科を有する病院にあっては、公益財団法人日本医療機能評価機構が定める産科医療補償制度標準補償約款と同一の産科医療補償約款に基づく補償の有無 | 公害医療機関 |
| 地域医療支援病院 | |

- 救急告示病院（二次救急）[6]
- 公益財団法人日本医療機能評価機構認定病院[7]
- NPO法人卒後臨床研修評価機構証発行病院[8]
- このほか、各種法令による指定・認定病院であるとともに、各学会の認定施設でもある。

## 交通アクセス
- 阪急宝塚本線「池田駅」より徒歩約8分。
- 阪急バス「阪急池田駅停留所東」のりば2番より乗車、「市立池田病院」停留所下車[9]。